# Operațiunea Albastru
Operațiunea Albastru (în limba germană: Fall Blau) a fost numele de cod pentru operațiunea Wehrmachtului german din timpul ofensivei de vară a anului 1942. Ea a dus la declanșarea bătăliilor de la Voronej, Stalingrad și din Caucaz. Se pare că, la început Hitler a dorit să numească această operațiune Siegfried, după numele legendar al unui erou teutonic.
Armata Roșie a învins Wehrmachtul la Stalingrad și, după executarea ofensivelor cu numele de cod Uranus și Saturn a distrus mari concentrări de trupe din regiunea Stalingradului și i-a forțat germani să se retragă din Caucaz.,
Grupul de Armate Sud a fost ales să atace prin sudul stepelor rusești spre Caucaz pentru cucerirea câmpurilor petroliere din această regiune. Ofensiva de vară a fost codificată Fall Blau ("Soluția Albastru" – operațiunile germane erau cazuri sau soluții la problemele de luptă). Principalele forțe ale atacului erau Armatele a 6-a și a 17 germană și Armata I Panzer. În 1942, Armata a 6-a cucerise RSS Ucraineană și se afla într-o poziție potrivită pentru declanșarea atacului.

## Contextul general
Pe 22 iunie 1941, trupele germane au atacat peste granița sovieto-germană stabilită ca urmare a Pactului Molotov-Ribbemtrop și după înfrângere Poloniei, în timpul a ceea ce fusese codificat ca Operațiunea Barbarossa. Scopul acestui atac era acela de a cuceri controlul asupra mai multor regiuni cheie ale Uniunii Sovietice, printre acestea aflându-se Ucraina, Caucazul și statele baltice, ca și zona metropolitană a Moscovei. Până pe 9 septembrie 1941, trupele germane cuceriseră Kievul, cea mai mare parte a Ucrainei și se apropiaseră la 300 km de Moscova și la doar 100 km de Leningrad și Harkov.
Logistica superioară, stocurile suficient de mari de resurse de bază (combustibil, îmbrăcăminte, alimente, muniție și medicamente), superioritatea tehnologică, aeriană și organizațională au dus la un lung șir de victorii germane în lunile care au urmat atacului inițial. Factorii care au determinat organizarea Operațiunii Albastru au fost:
1. Succesul Armatei a 6-a și a unor unități avansate în cea în sud-estul URSS (Ucraina).
2. Cucerirea portului Odesa și a Kievului, folosite ca puncte de sprijin naval și aerian.
3. Condițiile geografice perfecte pentru atacul regimentelor mecanizate și a celor de tancuri până dincolo de Stalingrad, adică stepe vaste.
4. Nevoie stringentă pentru cucerirea unor zăcămnite bogate de țiței care să sigure scurtarea drumului pentru aprovizionarea trupelor Axei din URSS. Erau vizate zăcămintele din regiunea Baku.
5. Cucerirea ultimelor regiuni industriale sovietice din Rusia Europeană, condiție care ar fi asigurat înfrângerea sovieticilor lipsiți de fabricile și materiile prime care sprijineau efortul de luptă al Armatei Roșii.

## Ofensiva germană
Planul german prevedea atacul pe trei direcții principale în sudul Rusiei:
- Armata a 4-a Panzer (Hermann Hoth), transferată de la Grupul de Armate Nord, Armata a 2-a germană și Armata a 2-a maghiară trebuiau să atace dinspre Kursk spre Voronej și mai apoi spre malul râului Volga.
- Armata a 6-a germană (Friedrich Paulus) trebuia să atace dinspre Harkov paralel cu Armata a 4-a Panzer și să atingă la rândul ei malurile Volgii.
- Armata I Panzer trebuia să atace spre bazinul inferior al râului Don, fiind sprijinită de Armata a 17-a.

Aceste trei atacuri erau menite încercuirii și distrugerii trupelor sovietice.
Sovieticii nu aveau informații și nici nu erau capabili să facă prognoze realiste asupra principalei ofensive germane a anului 1942. Stalin era convins că obiectivul german al anului 1942 era regiunea Moscova. Doar 10% din totalul efectivelor sovietice fuseseră concentrate pe frontul de sud.
Ofensiva germană a fost declanșată pe 28 iunie 1942. De-a lungul întregului front, forțele sovietice s-au retras sau au fost depășite de atacul german. Până pe 5 iulie, elementele avansate ale Armatei a 4-a Panzer au atins malul râului Don lângă Voronej și s-a împotmolit în luptele pentru cucerirea orașului. În această perioadă, sovieticii au profitat de răstimpul cucerit pentru a aduce noi întăriri. Pentru prima oară de la declanșarea războiului, sovieticii nu luptau cu disperare ca să apere fără sorți de izbândă pozițiile defensive, ci se rertăgeau în ordine. Când trupele germane care executau manevrele de învăluire au făcut joncțiunea, au prins în capcană numai soldați rătăciți sau mici unități de ariergardă. Hitler a tras consluzia că rușii își epuizaseră toate rezervele de soldați mobilizabili.
Înfuriat de întârzierile din executarea planului și crezând că centrul defensivei sovietice avea să fie mai ușor străpuns, Hitler a modificat planul original al Operațiunii Albastru. Astfel, a fost reorganizat Grupul de Armate Sud în două grupuri mai mici: Grupul de Armate A (Paul Ludwig Ewald von Kleist), care cuprindea Armata a 17-a germană și Armata I Panzer, și Grupul de Armate B (Ewald von Kleist), aceasta din urmă cuprinzând armatele a 6-a, a 2-a germane, armata a 4-a panzer și armatele ungare, italiene și române. Gupului de Armate A i s-a trasat sarcina să avanseze spre Caucaz și să cucerească câmpurile petroliere de la Baku. Grupului de Armate B i s-a trasat sarcina să cucerească Stalingrad.
Succesul inițial al atacului Armatei a 6-a a fost de asemenea natură încât Hitler a ordonat Armatei a 4-a Panzer să se alăture Armatei I de tancuri și să forțeze traversarea cursului inferior al Donului. Această mișcare bruscă a unei întregi armate a creat mari probleme logistice, printre altele și stării proaste a drumurilor sovietice. Dopurile de trafic au întârziat atât înaintarea Grupului A cât și a Grupului B. De asemenea, a lipsit Armata a 6-a de sprijinul vital al tancurilor, încetinindu-i înaintarea și oferind astfel rușilor timp suplimentar pentru consolidarea pozițiilor lor defensive.
Grupul A a cucerit Rostovul pe 23 iulie 1942. În același timp, rușii au început o luptă eficientă de partizani în spatele liniilor germane și a implicat germanii în lupte grele urbane. În acest timp, principalele forțe sovietice au reușit în același timp să iasă din încercuire
La sfârșitul lunii iulie, Armata a 6-a și-a reluat ofensiva și, până pe 10 august 1942, germanii au curățat malul vestic al Donului de ultimele unități sovietice. Totuși, unele dintre unitățile sovietice au rezistat cu vitejie, întârziind marșul spre est al atacatorilor. Prin contrast, Grupul B, după traversarea Donului pe 25 iulie, s-a desfăcut pe un front larg. Armata a 17-a și-a schimbat direcția de atac spre vest spre Marea Neagră, iar Armata I Panzer a atacat spre sud și est, printru-un teritoriu părăsit de Armata Roșie. Pe 9 august, Armata I Panzer a ajuns la poalelel Munților Caucaz, după un marș de mai bine de 480 km.
Armata a 6-a a traversat Donul pe 21 august, ceea ce i-a perimis Grupului B să stabilească o linie defensivă de-a lungul râului, folosind armatele maghiare, italiene și române. După aceasta, Armata a 6-a a înaintat spre Stalingrad. În momentul în care Stalingradul a intrat în raza de acțiune a bombardierelor Luftwaffe, orașul a fost supus la atacuri aeriene continui, care a ucis numeroși civili și a transformat clădirile în mormane de ruine. Atacul terestru asupra Stalingradului s-a dat pe două direcții, Armata a 6-a dinspre nord și Armata a 4-a Panzer dinspre sud. Între aripile acestui clește german a rămas o pungă, aici fiind plasate două armate sovietice. Pe 29 august, Armata a 4-a Panzer a atacat prin această pungă spre Stalingrad. Armata a 6-a a încercat la rândul ei să atace, dar tancurile sovietice au contraataacat, întârziind cu trei zile înaintarea germană, ceea ce a permis evacuarea majorității trupelor sovietice din pungă și retragerea spre pozițiile defensive din Stalingradul.
Gheorghi Jukov a fost numit la comanda apărării orașului la începutul lunii septembrie. El a organizat o serie de atacuri dinspre nord, care au întârziat și mai mult încercarea Armatei a 6-a de închidere a încercuirii Stalingradului. Trupe noi sovietice au fost trimise în apărarea orașului asediat, luând poziție pe malul estic al Volgii. După ce a reușit să respingă toate contraatacurile sovietice, Armata a 6-a și-a reluat atacul spre Stalingrad în septembrie. Pe 13 septembrie, germanii au intrat în suburbiile sudice ale Stalingradului, începând una dintre cele mai sâgeroase bătălii ale războiului și totodată un punct de cotitură al întregii conflagrații mondiale.